# Hemileptocerus gregarius
Hemileptocerus gregarius är en nattsländeart som beskrevs av Georg Ulmer 1922. Hemileptocerus gregarius ingår i släktet Hemileptocerus och familjen långhornssländor. Inga underarter finns listade i Catalogue of Life.